# وامیو رویجوشو

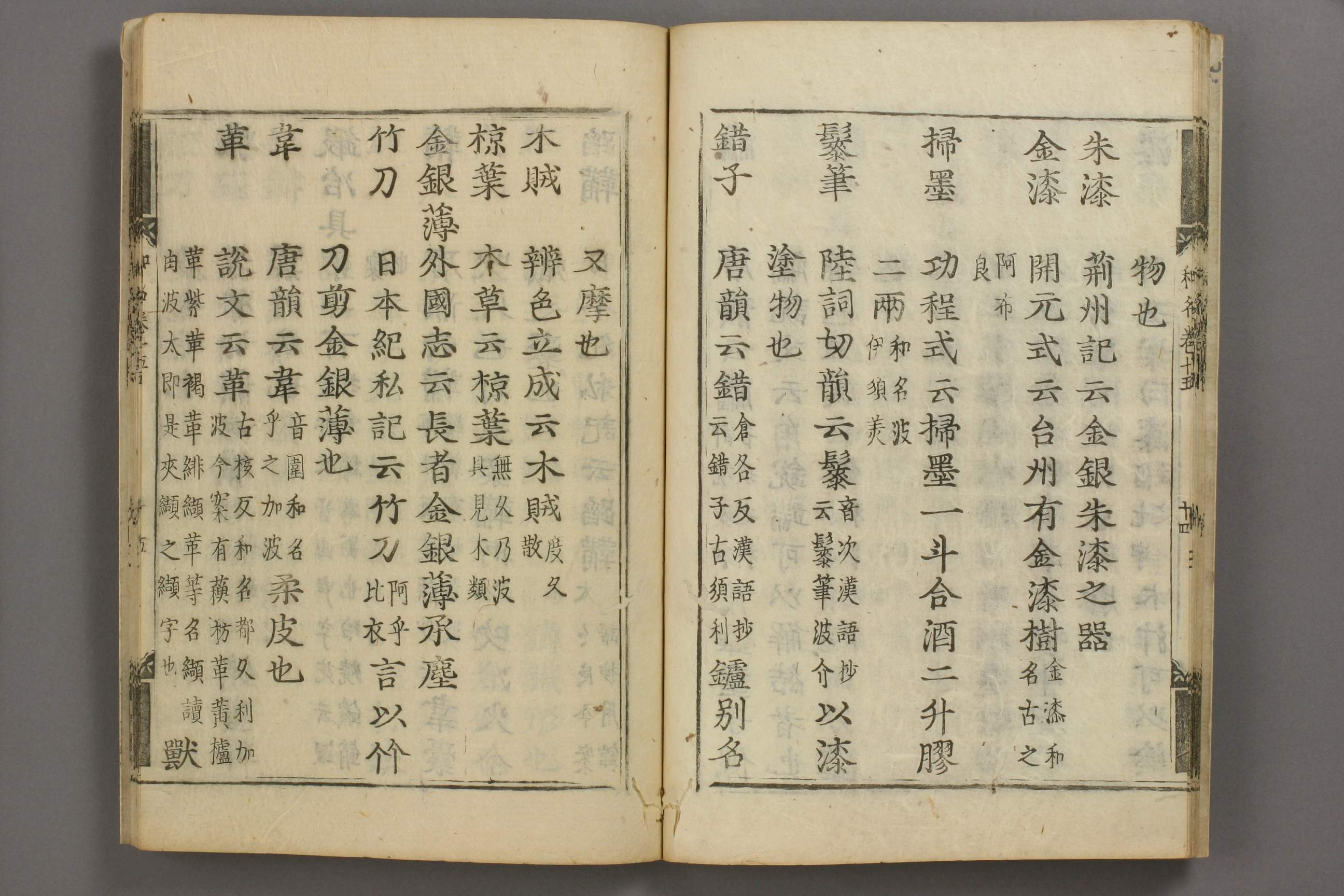
تصویر کتاب وامیو رویجوشو

وامیو رویجوشو (倭名類聚抄 نام‌های ژاپنی) در سال ۹۳۸ (ce) فرهنگ لغات ژاپنی از شخصیت‌های چینی است، در دوره هیان محقق میناموتو (۹۱۱ - ۹۸۳) تدوین آن را به درخواست دختر امپراتور دیاگو در سال ۹۳۴ آغاز کرد. عنوان وامیو رویجوشو به اختصار وامیوشو نامیده می‌شود.
|    | روماجی   | کانجی | ترجمه                 | موضوعات                                                       |
| -- | -------- | ----- | --------------------- | ------------------------------------------------------------- |
| ۱  | Tenchi   | 天地  | کیهان                 | صور فلکی، آب و هوا، خدایان زمین، توپوگرافی                    |
| ۲  | Jinrin   | 人倫  | بشریت                 | انسانها جنس، خویشاوندی، خانواده، ازدواج                       |
| ۳  | Keitai   | 形体  | بدن                   | بدنه قطعات بدن، اندامهای حسی، ارگان‌های داخلی بدن              |
| ۴  | Shippei  | 疾病  | بیماری                | بیماری بیماری، زخم                                            |
| ۵  | Jutsugei | 術藝  | هنر                   | هنر هنرهای رزمی، هنرهای زیبا، مهارت                           |
| ۶  | Kyosho   | 居處  | معماری                | خانه‌های معماری، دیوارها، درب‌ها، جاده‌ها                        |
| ۷  | Sensha   | 舟車  | وسائل نقلیه           | وسایل نقلیه قایق‌ها، چرخ دستی، واگن                            |
| ۸  | Chinpō   | 珍寶  | گنج                   | فلزات گنجینه‌های گرانبها، جواهرات،                             |
| ۹  | Fuhaku   | 布帛  | پارچه                 | گلدوزی منسوجات، ابریشم، پارچه‌های بافته شده                    |
| ۱۰ | Shōzoku  | 装束  | البسه                 | کلاه لباس، لباس، کمربند، کفش                                  |
| ۱۱ | Inshoku  | 飲食  | نوشیدنی و خوراکی      | مواد غذایی و مشروبات نوشیدنی، نوشابه، حبوبات پخته، میوه، گوشت |
| ۱۲ | Kibei    | 器皿  | Utensils              | اشیاء ظروف از فلز، لاک، چوب، کاشی، و بامبو                    |
| ۱۳ | Tōka     | 燈火  | روشنایی               | لامپ، نور، نور                                                |
| ۱۴ | Chōdo    | 調度  | لوازم                 | اشیاء و لوازم ادوات، ابزار، سلاح، ظروف، مبلمان                |
| ۱۵ | Uzoku    | 羽族  | پرندگان               | پرندگان پرندگان، پر، پرنده شناسی                              |
| ۱۶ | Mōgun    | 毛群  | حیوانات وحشی          | حیوانات وحشی، قطعات بدن                                       |
| ۱۷ | Gyūsha   | 牛馬  | حیوانات اهلی          | گاو، اسب، گوسفند، قطعات بدن، بیماری                           |
| ۱۸ | Ryōgo    | 龍魚  | اژدها                 | اژدها، ماهی، خزندگان، دوزیستان                                |
| ۱۹ | Kibai    | 龜貝  | Shellfishes           | لاک‌پشت، صدف                                                   |
| ۲۰ | Chūchi   | 蟲豸  | Miscellaneous Animals | متفرقه حیوانات حشرات، کرمها، خزندگان کوچک                     |
| ۲۱ | Tōkoku   | 稲穀  | غلات                  | غلات، حبوبات                                                  |
| ۲۲ | Saiso    | 菜蔬  | سبزیجات               | جلبک‌های دریایی، گیاهان خوراکی                                 |
| ۲۳ | Kayu     | 果蓏  | میوه                  | میوه، خربزه                                                   |
| ۲۴ | Sōmoku   | 草木  | گیاهان                | علف، خزه، انگور، گل‌ها، درختان                                 |